# 金沢明子
金沢 明子（かなざわ あきこ、1954年10月25日 - ）は日本の民謡歌手。千葉県市川市出身。豊南高等学校女子部卒業。

## 概要
3人兄弟の末っ子（姉と兄がいる）。津軽民謡を得意とするアマチュアの民謡歌手であった父の影響で子供の頃から民謡を始める。
1970年に16歳で日本民謡協会主催の第19回全国大会個人優勝杯戦優勝。この大会で『秋田船方節』を歌った。
1975年にアルバム『若い民謡』（ビクターエンタテインメント）でデビュー。デビュー当時のキャッチフレーズは「民謡界の百恵ちゃん」であった。1979年にゴールデン・アロー賞新人賞芸能部門受賞、芸術祭優秀賞受賞。
原田直之と共にNHKの番組『夜の指定席 民謡をあなたに』の司会を務める。出演時にはジーパン姿で民謡を歌うという当時としては異例でもあったが、逆にそれが新鮮に映り彼女の人気と知名度の向上に繋がった。しかし当初はジーパン姿での出演には苦情の方も多くあったという。津軽民謡を得意としたが三味線奏者の本條秀太郎に師事したことによりレパートリーを広げ、民謡のレパートリーは300曲とも言われ、その場でリクエストに答えて即座に歌うコーナーもこなしていた。結果、1979年から2年連続『NHK紅白歌合戦』（NHK総合・ラジオ第1、#NHK紅白歌合戦出場歴参照）に出場。1日に3時間しか睡眠時間が取れなかった事もあった程の売れっ子歌手となり民放でも大活躍したが、フジテレビの社員と結婚後、人気が急落してしまった。この社員とは後に離婚し、歯科医師と再婚をする。
1982年に大瀧詠一プロデュースの「イエロー・サブマリン音頭」がヒットした。この曲はビートルズ結成20周年記念として企画された。現在でも自身の代表的な持ち歌となっている。
1991年6月21日に発売された、民謡をハウスミュージック風にアレンジしたアルバム『金沢明子HOUSE MIX（I・II）』がヒット。発売元のビクター発表で発売から約2か月で約5万5000枚（2作計）を売り上げた。
寺田創一によるomodakaにボーカルとして参加している。
清酒大関のCMのほか、ロウソクの炎を揺らさずに歌う日東あられ（現在は廃業、商品の一部は越後製菓などに譲渡）のCMでも当時話題になったが、その後充電期間を置きながらも地道に歌手活動を続ける。現在は民謡よりも演歌を主体にしており、ラジオパーソナリティーとしても活躍している。
他の活動では1984年に自身初のヌード写真集を発売している。令和初期に三重県桑名市の長島温泉などでコンサート活動をしている。
インターネットのヘビーユーザーでもあり、公式サイトのBBSの返答は本人自ら書き込みを行なっている。

## ディスコグラフィ

### シングル
| #  | 発売日            | 曲順    | タイトル                           | 作詞                                          | 作曲                         | 編曲                  | レーベル                                    | 規格品番   |
| -- | ----------------- | ------- | ---------------------------------- | --------------------------------------------- | ---------------------------- | --------------------- | ------------------------------------------- | ---------- |
| 1  | 1977年 6月        | A面     | ほほえみ音頭                       | 石坂まさを                                    | 遠藤実                       | 小町昭                | ビクター                                    | MV-1097    |
| 1  | 1977年 6月        | B面     | 押せ押せ音頭                       | 三藤高嗣                                      | 遠藤実                       | 小町昭                | ビクター                                    | MV-1097    |
| 2  | 1977年 8月        | A面     | 南部そだち                         | 加藤省吾                                      | 吉村雅彦                     | 小山恭弘              | ビクター                                    | MV-1099    |
| 2  | 1977年 8月        | B面     | おばこ十八                         | 加藤省吾                                      | なかせこよしみち             | 小山恭弘              | ビクター                                    | MV-1099    |
| 3  | 1977年 11月       | A面     | 絵島哀歌                           | 長野県民謡                                    | 長野県民謡                   | 横山太郎              | ビクター                                    | MV-1103    |
| 3  | 1977年 11月       | B面     | 別所温泉旅情                       | 山極真平                                      | 滝口皓壱                     | 横山太郎              | ビクター                                    | MV-1103    |
| 4  | 1978年 3月        | A面     | ながさき踊り                       | 出島ひろし                                    | 渡久地政信                   | 寺岡真三              | ビクター                                    | MV-2002    |
| 4  | 1978年 3月        | B面     | 長崎の夜                           | 吉川静夫                                      | 渡久地政信                   | 寺岡真三              | ビクター                                    | MV-2002    |
| 5  | 1979年 3月        | A面     | じょっぱり音頭                     | 杉紀彦                                        | 吉田正                       | 寺岡真三              | ビクター                                    | MV-2040    |
| 5  | 1979年 3月        | B面     | 花いっぱい音頭                     | 杉紀彦                                        | 吉田正                       | 寺岡真三              | ビクター                                    | MV-2040    |
| 6  | 1979年 5月21日    | A面     | 浜千鳥情話                         | 茜まさお                                      | 平尾昌晃                     | 竜崎孝路              | ビクター                                    | KV-1024    |
| 6  | 1979年 5月21日    | B面     | みちのく流れ唄                     | 茜まさお                                      | 平尾昌晃                     | 竜崎孝路              | ビクター                                    | KV-1024    |
| 7  | 1979年 6月        | A面     | 青春河内音頭                       | 杉紀彦                                        | 大阪府民謡                   | 平野桂三              | ビクター                                    | MV-2050    |
| 7  | 1979年 6月        | B面     | 津軽じょんから節                   | 青森県民謡                                    | 青森県民謡                   | 小沢直与志            | ビクター                                    | MV-2050    |
| 8  | 1979年 12月       | A面     | 春待ち岬                           | 荒木とよひさ                                  | 荒木とよひさ                 | 丸山雅仁              | ビクター                                    | KV-1032    |
| 8  | 1979年 12月       | B面     | おさけ節                           | 荒木とよひさ                                  | 荒木とよひさ                 | 丸山雅仁              | ビクター                                    | KV-1032    |
| 9  | 1980年 3月        | A面     | しあわせ音頭                       | 吉川静夫                                      | 渡久地政信                   | 小沢直与志            | ビクター                                    | MV-2064    |
| 9  | 1980年 3月        | B面     | オッペケ踊り                       | 吉川静夫                                      | 渡久地政信                   | 小沢直与志            | ビクター                                    | MV-2064    |
| 10 | 1980年 3月        | A面     | 大広島音頭                         | 岡本淳三                                      | 遠藤実                       | 斉藤恒夫              | ビクター                                    | MV-2066    |
| 10 | 1980年 3月        | B面     | 広島木遣音頭                       | 広島県民謡                                    | 藤本琇丈                     | 本條秀太郎            | ビクター                                    | MV-2066    |
| 11 | 1980年 11月       | A面     | 丹波地方の子守唄                   | 瀧竜二                                        | 瀧竜二                       | 小山内たけとも        | ビクター                                    | MV-3019    |
| 11 | 1980年 11月       | B面     | 竹田の子守唄                       | 瀧竜二                                        | 不詳                         | 小山内たけとも        | ビクター                                    | MV-3019    |
| 12 | 1981年 1月        | A面     | 青春関東節                         | 杉紀彦                                        | 本條秀太郎                   | 小山内たけとも        | ビクター                                    | MV-3021    |
| 12 | 1981年 1月        | B面     | 相馬恋唄                           | 足立貞敏                                      | 小山恭弘                     | 斉藤恒夫              | ビクター                                    | MV-3021    |
| 13 | 1981年 4月21日    | A面     | 夢を飲まないか                     | 伊達歩                                        | ハーリー木村                 | ハーリー木村 矢野立美 | ビクター                                    | SV-7171    |
| 13 | 1981年 4月21日    | B面     | アンコール                         | 岡田冨美子                                    | ハーリー木村                 | ハーリー木村 矢野立美 | ビクター                                    | SV-7171    |
| 14 | 1981年 12月       | A面     | 夫婦岩                             | 香取俊介                                      | 船村徹                       | 丸山雅仁              | ビクター                                    | KV-3014    |
| 14 | 1981年 12月       | B面     | ふるさとあぜ道母のうた             | 平山忠夫                                      | 平山忠夫                     | 平野桂三              | ビクター                                    | KV-3014    |
| 15 | 1982年 3月        | A面     | 大大阪音頭                         | 滝田常晴                                      | 遠藤実                       | 前田俊明              | ビクター                                    | MV-3048    |
| 15 | 1982年 3月        | B面     | ちょいと大阪                       | 大谷英雄                                      | 遠藤実                       | 前田俊明              | ビクター                                    | MV-3048    |
| 16 | 1982年 11月1日    | A面     | イエロー・サブマリン音頭           | 松本隆                                        | J.Lennon P.McCartney         | 萩原哲晶              | ビクター                                    | SV-7270    |
| 16 | 1982年 11月1日    | B面     | 夢を飲まないか                     | 伊達歩                                        | ハーリー木村                 | 高田弘                | ビクター                                    | SV-7270    |
| 17 | 1983年 4月21日    | A面     | タケちゃんマン音頭                 | 大岩賞介                                      | 高田弘                       | 高田弘                | ビクター                                    | KV-3033    |
| 18 | 1983年 7月21日    | A面     | おしんの子守唄                     | 橋田壽賀子                                    | 遠藤実                       | 京建輔                | ビクター                                    | SV-7612    |
| 18 | 1983年 7月21日    | B面     | おしん音頭                         | 橋田壽賀子                                    | 遠藤実                       | 京建輔                | ビクター                                    | SV-7612    |
| 19 | 1984年 9月21日    | A面     | 河内のおんな                       | 岡まさと                                      | 森山慎也                     | 池多孝春              | ビクター                                    | SV-7423    |
| 19 | 1984年 9月21日    | B面     | しあわせ遠まわり                   | 徳久広司                                      | 徳久広司                     | 馬飼野俊一            | ビクター                                    | SV-7423    |
| 20 | 1985年 5月21日    | A面     | じょんがら流れ鳥                   | 石本美由起                                    | 市川昭介                     | 斉藤恒夫              | ビクター                                    | SV-9017    |
| 20 | 1985年 5月21日    | B面     | 人生望郷ぶし                       | 太刀戸要                                      | 市川昭介                     | 斉藤恒夫              | ビクター                                    | SV-9017    |
| 21 | 1986年 7月21日    | A面     | 北漁港                             | 吉幾三                                        | 吉幾三                       | 竜崎孝路              | ビクター                                    | SV-9142    |
| 21 | 1986年 7月21日    | B面     | 羅臼                               | 吉幾三                                        | 吉幾三                       | 竜崎孝路              | ビクター                                    | SV-9142    |
| 22 | 1987年 7月21日    | A面     | 斉太郎船                           | 石本美由起                                    | 市川昭介                     | 斉藤恒夫              | ビクター                                    | SV-9256    |
| 22 | 1987年 7月21日    | B面     | じょんがら仁義                     | 石本美由起                                    | 市川昭介                     | 斉藤恒夫              | ビクター                                    | SV-9256    |
| 23 | 1988年 10月21日   | A面     | 孔雀舞                             | 横山賢一 水木かおる                           | 竹田賢                       | 池多孝春              | ビクター                                    | SV-7700    |
| 23 | 1988年 10月21日   | B面     | おんな浜唄                         | 水木かおる                                    | 竹田賢                       | 池多孝春              | ビクター                                    | SV-7700    |
| 24 | 1990年 9月21日    | 01      | お座敷遊び唄                       | 金田一春彦                                    | 池多孝春                     | 池多孝春              | ビクター                                    | VIDL-10057 |
| 24 | 1990年 9月21日    | 02      | 片割れ月夜                         | 金田一春彦                                    | 池多孝春                     | 池多孝春              | ビクター                                    | VIDL-10057 |
| 25 | 1993年 6月23日    | 01      | 夢越前                             | たきのえいじ                                  | 緑一二三                     | 前田俊明              | ビクター                                    | VIDL-10356 |
| 25 | 1993年 6月23日    | 02      | 忍び川                             | たきのえいじ                                  | 緑一二三                     | 前田俊明              | ビクター                                    | VIDL-10356 |
| 26 | 1995年 2月22日    | 01      | にごり絵                           | 坂口照幸                                      | 徳久広司                     | 前田俊明              | ビクター                                    | VIDL-10609 |
| 26 | 1995年 2月22日    | 02      | 母物語                             | 坂口照幸                                      | 徳久広司                     | 前田俊明              | ビクター                                    | VIDL-10609 |
| 27 | 1999年 1月21日    | 01      | 神鳴りの唄                         | 鈴木紀代                                      | 井上真之介                   | 伊戸のりお            | ビクター                                    | VIDL-30397 |
| 27 | 1999年 1月21日    | 02      | 日本全国お疲れさん音頭             | 仁井谷俊也                                    | 宮下健治                     | 伊戸のりお            | ビクター                                    | VIDL-30397 |
| 28 | 2004年 4月21日    | 01      | オシャナー恋歌                     | 宮川ひろし                                    | 宮川ひろし                   | 佐伯亮                | ガウス                                      | GRCA-14    |
| 28 | 2004年 4月21日    | 02      | 北の浮雲                           | 宮川ひろし                                    | 宮川ひろし                   | 佐伯亮                | ガウス                                      | GRCA-14    |
| 29 | 2005年 4月21日    | 01      | 木の葉舟                           | 東雲清香                                      | 叶弦大                       | 南郷達也              | ガウス                                      | GRCA-60    |
| 29 | 2005年 4月21日    | 02      | 夢に逢いたい                       | 東雲清香                                      | 叶弦大                       | 南郷達也              | ガウス                                      | GRCA-60    |
| 30 | 2005年 7月16日    | 02      | ポケモンかぞえうた                 | 戸田昭吾                                      | たなかひろかず               | たなかひろかず        | ピカチュウ レコード                         | ZMCP-2302  |
| 31 | 2006年 4月5日     | 01      | ほんま云うたら何やけど             | 落合博章                                      | 弦哲也                       | 伊戸のりお            | 徳間 ジャパン                               | TKCA-90098 |
| 31 | 2006年 4月5日     | 02      | 桜月情話                           | 内川和代                                      | 弦哲也                       | 伊戸のりお            | 徳間 ジャパン                               | TKCA-90098 |
| 32 | 2007年 7月4日     | 01      | 紅吹雪                             | 近藤しげる                                    | 長谷川ひろのぶ               | 池多孝春              | 徳間 ジャパン                               | TKCA-90207 |
| 32 | 2007年 7月4日     | 02      | おふくろ酒場                       | 津田雅道                                      | 長谷川ひろのぶ               | 池多孝春              | 徳間 ジャパン                               | TKCA-90207 |
| 33 | 2010年 1月13日    | 01      | 雪よされ                           | 仁井谷俊也                                    | 小林大介                     | 池多孝春              | 徳間 ジャパン                               | TKCA-90365 |
| 33 | 2010年 1月13日    | 02      | 下町歌ごよみ                       | 近藤しげる                                    | 長谷川ひろのぶ               | 池多孝春              | 徳間 ジャパン                               | TKCA-90365 |
| 34 | 2012年 9月12日    | 01      | 雪よされ (ニューバージョン)        | 仁井谷俊也                                    | 小林大介                     | 池多孝春              | 徳間 ジャパン                               | TKCA-90506 |
| 34 | 2012年 9月12日    | 02      | 桜月情話                           | 内川和代                                      | 弦哲也                       | 伊戸のりお            | 徳間 ジャパン                               | TKCA-90506 |
| 35 | 2013年 10月16日   | 01      | 十三みれん                         | 臼井ひさし                                    | 三浦丈明                     | 寺田創一              | 徳間 ジャパン                               | TKCA-90578 |
| 35 | 2013年 10月16日   | 02      | Hietsuki Bushi                     | 宮崎県民謡                                    | 宮崎県民謡                   | 寺田創一              | 徳間 ジャパン                               | TKCA-90578 |
| 36 | 2016年 11月16日   | 01      | 夕月の宿                           | 麻生あかり                                    | 若草恵                       | 若草恵                | 徳間 ジャパン                               | TKCA-90853 |
| 36 | 2016年 11月16日   | 02      | ひだまり酒場                       | 麻生あかり                                    | 若草恵                       | 若草恵                | 徳間 ジャパン                               | TKCA-90853 |
| 37 | 2019年 9月4日     | 01      | 月観月                             | 東逸平                                        | nojo                         | 久米康嵩              | 徳間 ジャパン                               | TKCA-91197 |
| 37 | 2019年 9月4日     | 02      | 房州鴨川音頭                       | 東逸平                                        | 本條秀太郎                   | 久米康嵩              | 徳間 ジャパン                               | TKCA-91197 |
| -  | - 2022年 - 8月3日 | - B面 - | イエロー・サブマリン音頭（特別変） | John Lennon · Paul McCartney · 松本隆（訳詞） | John Lennon · Paul McCartney | 萩原哲晶              | ナイアガラ ⁄ ソニー・ミュージックレーベルズ | SRKL 3051  |
| 38 | 2023年 12月6日    | 01      | ヒヨコグサ                         | 高畠じゅん子                                  | 田尾将実                     | 馬飼野俊一            | 徳間 ジャパン                               | TKCA-91539 |
| 38 | 2023年 12月6日    | 02      | 十三みれん                         | 臼井ひさし                                    | 三浦丈明                     | 寺田創一              | 徳間 ジャパン                               | TKCA-91539 |

#### デュエット・シングル
| 発売日         | デュエット | 曲順 | タイトル           | 作詞     | 作曲     | 編曲       | レーベル      | 規格品番   |
| -------------- | ---------- | ---- | ------------------ | -------- | -------- | ---------- | ------------- | ---------- |
| 1979年 5月25日 | 橋幸夫     | A面  | 大東京音頭         | 滝田常晴 | 遠藤実   | 前田俊明   | ビクター      | SV-6588    |
| 2011年 3月16日 | 松村和子   | 01   | 女じょんから二人旅 | 保岡直樹 | 西つよし | 伊戸のりお | 徳間 ジャパン | TKCA-90425 |

#### 参加作品
| 発売日        | タイトル                               | 収録曲                                  | レーベル       | 規格品番   |
| ------------- | -------------------------------------- | --------------------------------------- | -------------- | ---------- |
| 1993年6月23日 | お江戸はねむれない! イメージ・アルバム | 東京音頭(平成ミックス)                  | ビクター       | VICL-393   |
| 2012年5月30日 | 恋する季節                             | 大!天才てれびくん2012                   | 日本コロムビア | COCC-16580 |
| 2013年3月6日  | MTK the 17th                           | 大!天才てれびくん2012(ロングバージョン) | 日本コロムビア | COCX-37822 |

### アルバム
- LP

| 発売日     | タイトル                      | レーベル | 規格品番  |
| ---------- | ----------------------------- | -------- | --------- |
| 1976年3月  | 若い民謡 金沢明子の魅力       | ビクター | SJV-6061  |
| 1976年12月 | 若い民謡 金沢明子の世界       | ビクター | SJV-6079  |
| 1977年7月  | 若い民謡 金沢明子津軽をうたう | ビクター | SJV-6098  |
| 1978年5月  | ふるさと演歌                  | ビクター | KVX-1036  |
| 1978年7月  | 民謡ベスト・アルバム          | ビクター | SJV-2062  |
| 1979年4月  | 若い民謡 金沢明子秋田をうたう | ビクター | SJV-2070  |
| 1979年9月  | 大東京音頭                    | ビクター | SJX-20160 |
| 1979年10月 | 北国の青春                    | ビクター | SJV-2083  |
| 1980年2月  | ギター民謡をあなたに          | ビクター | SJV-2093  |
| 1981年     | 東北民謡をうたう              | ビクター | SJM-20004 |
| 1981年     | 熱演!金沢明子                 | ビクター | SJM-20008 |
| 1981年     | 青春関東節                    | ビクター | KVX-1090  |
| 1983年7月  | おしんの道                    | ビクター | SJX-20198 |

- CD

| 発売日         | タイトル                                     | レーベル | 規格品番   |
| -------------- | -------------------------------------------- | -------- | ---------- |
| 1986年9月21日  | 日本の民謡                                   | ビクター | VDR-5133   |
| 1990年9月21日  | 吟遊俚謡人                                   | ビクター | VICG-5086  |
| 1991年6月21日  | HOUSE MIX I                                  | ビクター | VICL-8024  |
| 1991年6月21日  | HOUSE MIX II                                 | ビクター | VICL-8025  |
| 1992年3月4日   | 東京音頭 平成ミックスアンド盆踊りミックス    | ビクター | VICL-15008 |
| 1995年10月21日 | イエロー・サブマリン音頭 J-POPS Dance Re-mix | ビクター | VICL-12017 |

#### ベスト・アルバム
| 発売日         | タイトル                                 | レーベル     | 規格品番       |
| -------------- | ---------------------------------------- | ------------ | -------------- |
| 1986年8月21日  | 芸能生活10周年 オリジナルベスト          | ビクター     | VDR-1262       |
| 1989年10月21日 | 全曲集                                   | ビクター     | VDRY-30011     |
| 1989年11月21日 | 決定版 金沢明子の民謡                    | ビクター     | VDRY-30022     |
| 1990年10月25日 | 全曲集                                   | ビクター     | VICG-11        |
| 1990年11月25日 | 決定版 金沢明子の民謡                    | ビクター     | VICG-15        |
| 1991年10月25日 | 全曲集                                   | ビクター     | VICG-16        |
| 1991年11月25日 | 決定版 金沢明子の民謡                    | ビクター     | VICG-18        |
| 1993年11月13日 | 全曲集                                   | ビクター     | VICG-5324      |
| 1994年11月30日 | 決定版 金沢明子の民謡                    | ビクター     | VICG-46        |
| 1995年3月24日  | 芸能生活20周年 ベスト・アルバム          | ビクター     | VICL-8123      |
| 1999年10月21日 | 全曲集                                   | ビクター     | VICL-60479     |
| 2005年10月26日 | 金沢明子コレクション〜木の葉舟〜         | 徳間ジャパン | TKCA-72906     |
| 2005年12月16日 | <COLEZO!TWIN> 金沢明子                   | ビクター     | VICL-41302〜03 |
| 2007年8月22日  | エッセンシャル・ベスト                   | ビクター     | VICL-62492     |
| 2013年9月25日  | 金沢明子コレクション                     | 徳間ジャパン | TKCA-73956     |
| 2015年6月24日  | ゴールデン☆ベスト 金沢明子〜民謡と演歌と | ビクター     | VICL-70184     |
| 2016年11月16日 | デビュー40周年記念全曲集                 | 徳間ジャパン | TKCA-74417     |
| 2020年9月2日   | 全曲集〜夕月の宿・月観月〜               | 徳間ジャパン | TKCA-74911     |
| 2021年11月3日  | 全曲集〜月観月〜                         | 徳間ジャパン | TKCA-74981     |

### タイアップ曲
| 年     | 楽曲                   | タイアップ                                                                  |
| ------ | ---------------------- | --------------------------------------------------------------------------- |
| 1979年 | 浜千鳥情話             | テレビ朝日系ドラマ「必殺仕事人」主題歌                                      |
| 1979年 | みちのく流れ唄         | テレビ朝日系ドラマ「必殺仕事人」挿入歌                                      |
| 1982年 | 夫婦岩                 | TBS系ドラマ「夫婦」主題歌                                                   |
| 1993年 | 東京音頭(平成ミックス) | OVA「お江戸はねむれない!」主題歌                                            |
| 2005年 | ポケモンかぞえうた     | テレビ東京系アニメ「ポケットモンスター アドバンスジェネレーション」EDテーマ |
| 2012年 | 大!天才てれびくん2012  | NHK Eテレ「大!天才てれびくん」OPテーマ                                      |
| 2019年 | 月観月                 | 「鴨川歌の街プロジェクト」テーマソング                                      |

## 出演

### テレビ番組
- 夜の指定席 民謡をあなたに（NHK総合）
- 民謡の祭典（NHK総合）
- ザ・スターボウリング（テレビ東京）
- どんとこい民謡（NHK総合）
- オレたちひょうきん族（フジテレビ系）
- 唄声チャチャチャ（チバテレ）
- 新・BS日本のうた（NHK BSプレミアム）

ほか多数

### テレビドラマ
- 水戸黄門 第12部 第5話「名月木曽節仁義 -木曽福島-」（1981年9月28日、TBS / C.A.L）おりん役

### ラジオ
- サンデージョッキー（NHKラジオ第1）
- 歌謡ナビゲーション（全国AMラジオ数局ネット）

### CM
- 日東あられ新社（1980年）
- 日本酒造組合中央会（1981年）
- 松下電器（現：パナソニック）「ナショナル歳末特選品フェア」（1983年）[注釈 10]

### NHK紅白歌合戦出場歴
| 年度/放送回               | 回 | 曲目             | 出演順 | 対戦相手   |
| ------------------------- | -- | ---------------- | ------ | ---------- |
| 1979年（昭和54年）/第30回 | 初 | 津軽じょんがら節 | 08/23  | さだまさし |
| 1980年（昭和55年）/第31回 | 2  | 津軽あいや節     | 16/23  | 菅原洋一   |

※その他、1978年の第29回に原田直之と共にゲスト出演し、秋田音頭で応援合戦を行った。